# Сабрі Улькер
Сабрі Улькер (тур. Sabri Ülker; 1920, Алушта, Крим — 12 червня 2012, Стамбул, Мармара, Туреччина) — турецький кондитер кримськотатарського походження, відомий тим, що заснував всесвітньо відому компанію з виробництва солодощів та напоїв «Ülker». 

## Біографія
Народився поблизу Алушти (Крим) в кримськотатарській родині. 
У 1929 його родина назавжди переїхала до Туреччини. 
У 1944 Сабрі Улькер разом з братом Асімом придбали невелику пекарню площею 100 м², де почали виробництво печива. 
У 1974 печиво компанії «Ülker» вийшло на світовий ринок. З цього і почався зліт успішного підприємця та мецената, благовірного мусульманина та почесного президента холдингу YILDIZ Сабрі Улькер. 
З 2000 справами холдингу керує його син Мурат. Будучи одним з найбагатших людей Туреччини, останні роки життя Сабрі Улькер займався виключно благодійністю та соціальними проектами. Він вкладав кошти у відкриття нових бібліотек, купівлю комп'ютерів для шкіл, допомагав турецькому студентству. 
Помер 12 червня 2012, на 92-му році життя. Похований у Стамбулі, на його похоронах були присутні прем'єр-міністр Туреччини Реджеп Таїп Ердоган, губернатор Стамбулу Хюсейн Авні Мутлу, мер Стамбулу Кадір Топбаш, кілька міністрів турецького уряду, а також ряд інших відомих турецьких політиків. Голова Меджлісу кримськотатарського народу Мустафа Джемілєв так зреагував на смерть знаменитого кондитерського магната: 
|  | З глибоким сумом сприйняв я звістку про кончину вашого батька Сабрі Улькера, що вклав величезний внесок у становлення та розвиток Туреччини та чиє ім'я всі кримські татари вимовляли з величезною повагою та гордістю. Від імені всього кримськотатарського народу дозвольте висловити вам і вашій родині щире співчуття з приводу смерті Сабрі Улькера, який своєю благодійною діяльністю став прикладом для багатьох. |

Всі права на компанію Сабрі Улькера успадкував його син, Мурат Улкер. Ще за життя Сабрі Улькера називали «шоколадним королем».